# دنی باریو
دنی باریو (انگلیسی: Dani Barrio؛ زادهٔ ۱۰ فوریهٔ ۱۹۸۷) بازیکن فوتبال اهل اسپانیا است.
از باشگاه‌هایی که در آن بازی کرده‌است می‌توان به باشگاه فوتبال لگانس و باشگاه فوتبال رئال اویدو اشاره کرد.